# Juan L. Rayces
Juan L. Rayces (* 1918; † 6. Dezember 2009 in Tucson) war ein Optiker.

## Leben
Bereits in seiner Jugend bastelte er sich Teleskope. Nach dem Besuch der High School kam er an die Marineschule Rio Santiago in La Plata. Im Jahr 1940 wurde er dienstverpflichtet. In seiner Zeit bei der Argentinischen Marine war er in der Optikeinrichtung des Marinestützpunkts tätig, wobei er zwei Jahre technische Optik bei Louis Martin, dem Nachfolger von Alexander Eugen Conrady am Imperial College London studieren konnte. Nach seinem Abschied 1948 aus der Marine nahm er eine Stelle am La-Plata-Observatorium an. 1951 wanderte in die USA aus. Hier war er 24 Jahre bei der Firma Perkin Elmer angestellt. 1970 entwarf er ein neuartiges Spiegelobjektiv, welches für militärische Zwecke und kurzzeitig auch von Vivitar produziert wurde. In weiteren 25 Jahren unabhängiger Arbeit entwickelte er unter anderem eine Linsen-Design-Software, die auf Ideen von Frits Zernike und Erhard Glatzel beruht. Für die Mercury-Kapsel entwarf er ein Periskop und trug zur Simulation des Hubble-Primärspiegelfehlers und zum Design des NIMS-Spektrometers auf der Galileo-Saturn-Mission bei. Heute verwenden OSC-Studenten, die Linsendesign erlernen, den Nullindex-Trick von Rayces, um Nullkorrektoren für astronomische Anwendungen zu modellieren.

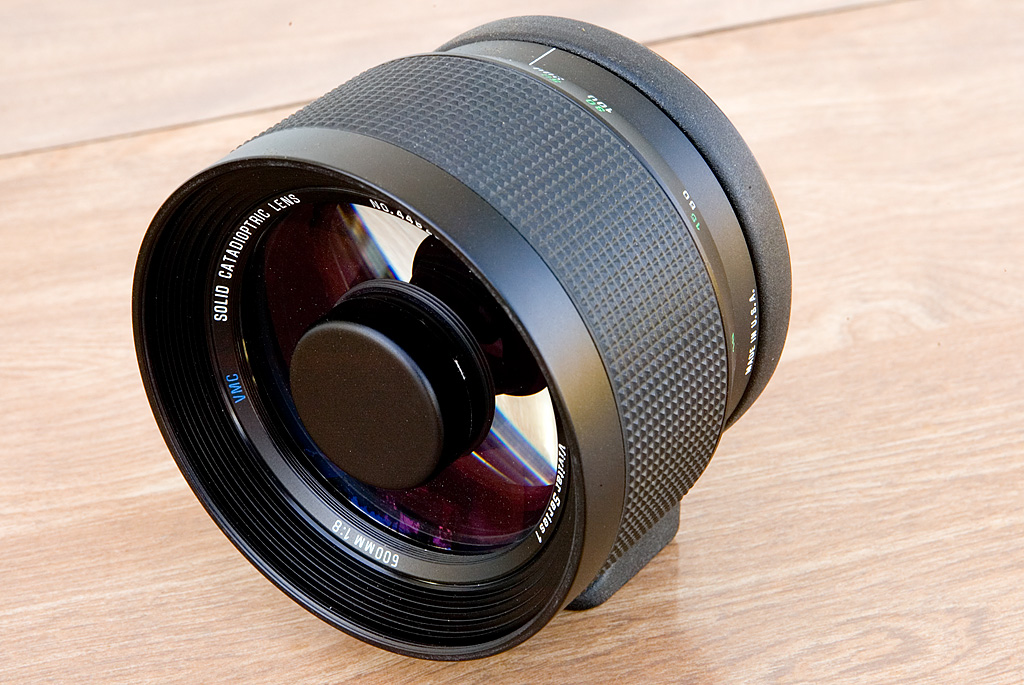
Vivitar Series 1 Solid Catadioptric 600 mm f8

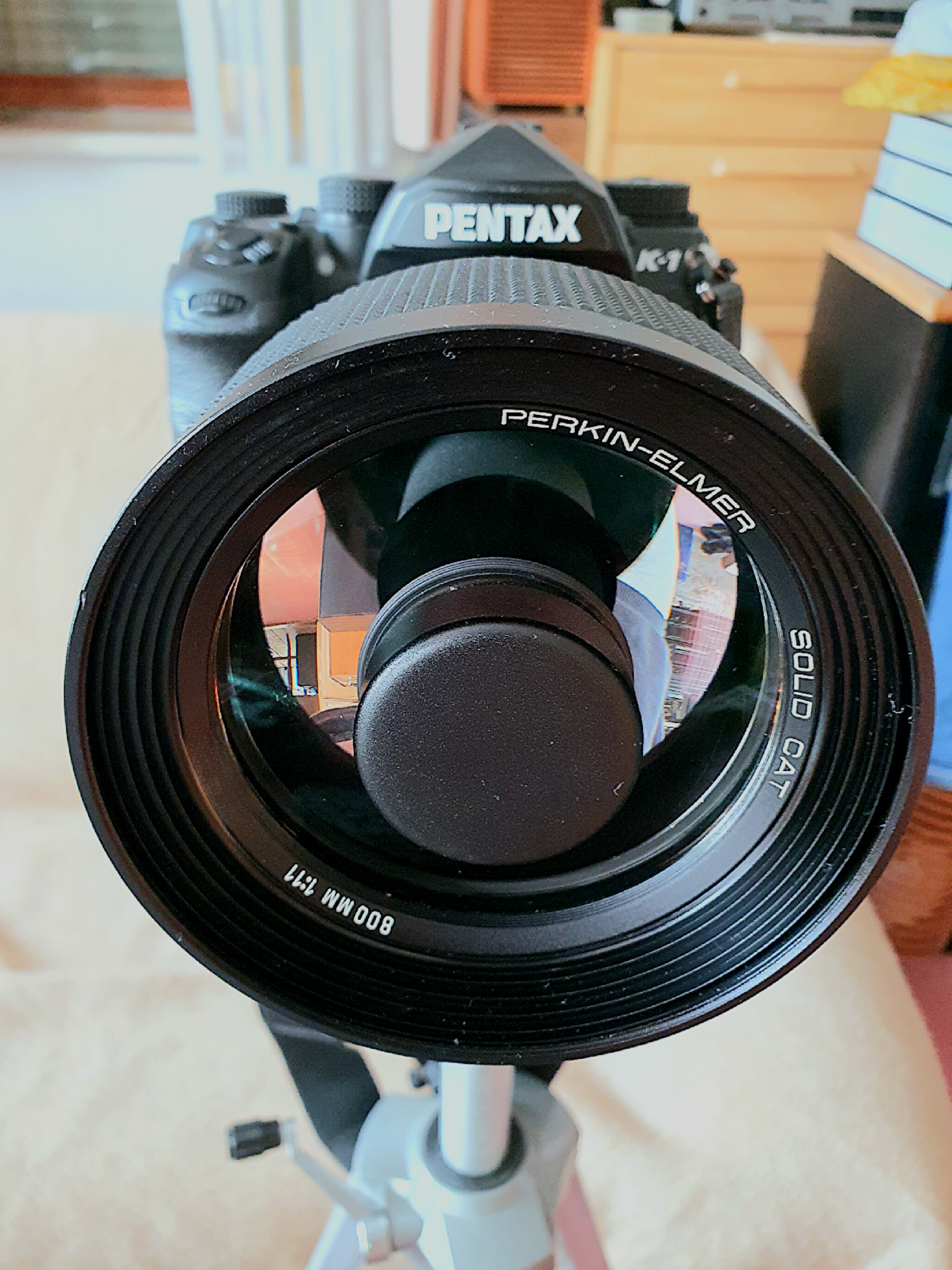
Perkin-Elmer 800mm Solid Cat

## Ehrungen
- AE Conrady Award 2004 von SPIE

## Schriften  (Auswahl)
- Ten years of lens design with Glatzel’s adaptive method In: Proceedings International Lens Design Conference, 1980
- mit Martha Rosete: A discontinuity in the constrained damped least squares (DLS) method of optimization. Proceedings of SPIE - The International Society for Optical Engineering. 5524. 10.1117/12.560958. Okt. 2004 (Forschungen an der Universidad Nacional Autónoma de México)
- mit Martha Rosete: Eye Rotation and Vignetting in Visual Instruments. Applied optics. 41. 6593-602. 10.1364/AO.41.006593. 2002  (Forschungen an der Universidad Nacional Autónoma de México)